# Crufa
Crufa (hebrejsky צְרוּפָה, v oficiálním přepisu do angličtiny Zerufa, přepisováno též Tzrufa) je vesnice typu mošav v Izraeli, v Haifském distriktu, v Oblastní radě Chof ha-Karmel.

## Geografie
Leží v nadmořské výšce 18 metrů v hustě osídlené a zemědělsky intenzivně využívané pobřežní nížině, nedaleko úpatí pohoří Karmel, které se k obci v této oblasti přibližuje vrcholem Giv'at Šluchit, podél jehož jižního úbočí do pobřežní nížiny ústí vádí Nachal Maharal v údolí Bik'at Šir.
Obec se nachází 2 kilometry od břehu Středozemního moře, cca 63 kilometrů severoseverovýchodně od centra Tel Avivu, cca 20 kilometrů jihojihozápadně od centra Haify a 23 kilometrů severně od města Chadera. Crufa obývají Židé, přičemž osídlení v tomto regionu je převážně židovské. Pouze 5 kilometrů jižně odtud stojí město Furejdis osídlené izraelskými Araby.
Mošav Crufa je na dopravní síť napojen pomocí dvou paralelních severojižních tahů: dálnice číslo 2 adálnice číslo 4. Západně od vesnice rovněž prochází železniční trať z Tel Avivu do Haify, ale není zde zastávka (nejbližší je v Atlit).

## Dějiny
Obec Crufa byla založena v roce 1949. Její jméno je odvozeno od biblického citátu z Knihy žalmů 18,30 - „s Bohem, jehož cesta je tak dokonalá! To, co řekne Hospodin, je protříbené“
Jméno mošavu ale zároveň navazuje i na název arabské vesnice Sarafand, která tu do roku 1948 stávala. Křižácké prameny ji nazývaly Sarepta Yudee. V Sarafandu v roce 1931 žilo 188 lidí v 38 domech. V červenci 1948 během války za nezávislost byla vesnice ovládnuta izraelskými silami a arabské osídlení tu skončilo. Většina zástavby arabské vesnice pak byla zbořena.
Mošav Crufa prošel v nedávné minulosti stavební expanzí. Místní ekonomika je založena na zemědělství.

## Demografie
Podle údajů z roku 2014 tvořili naprostou většinu obyvatel v Crufa Židé (včetně statistické kategorie "ostatní", která zahrnuje nearabské obyvatele židovského původu ale bez formální příslušnosti k židovskému náboženství).
Jde o menší sídlo vesnického typu s dlouhodobě rostoucí populací. K 31. prosinci 2014 zde žilo 1099 lidí. Během roku 2014 populace stoupla o 1,9 %.
| Rok            | 1961 | 1972 | 1983 | 1995 | 2001 | 2003 | 2004 | 2005 | 2006 | 2007 | 2008 | 2009 | 2010 | 2011 | 2012 | 2013 | 2014 |
| -------------- | ---- | ---- | ---- | ---- | ---- | ---- | ---- | ---- | ---- | ---- | ---- | ---- | ---- | ---- | ---- | ---- | ---- |
| Počet obyvatel | 321  | 460  | 408  | 444  | 661  | 716  | 765  | 789  | 839  | 862  | 877  | 962  | 973  | 1018 | 1056 | 1079 | 1099 |